# Stazione di Béziers
La stazione di Béziers (in francese Gare de Béziers) è la principale stazione ferroviaria di Béziers, Francia.